# Lovisa Ulrikas krona

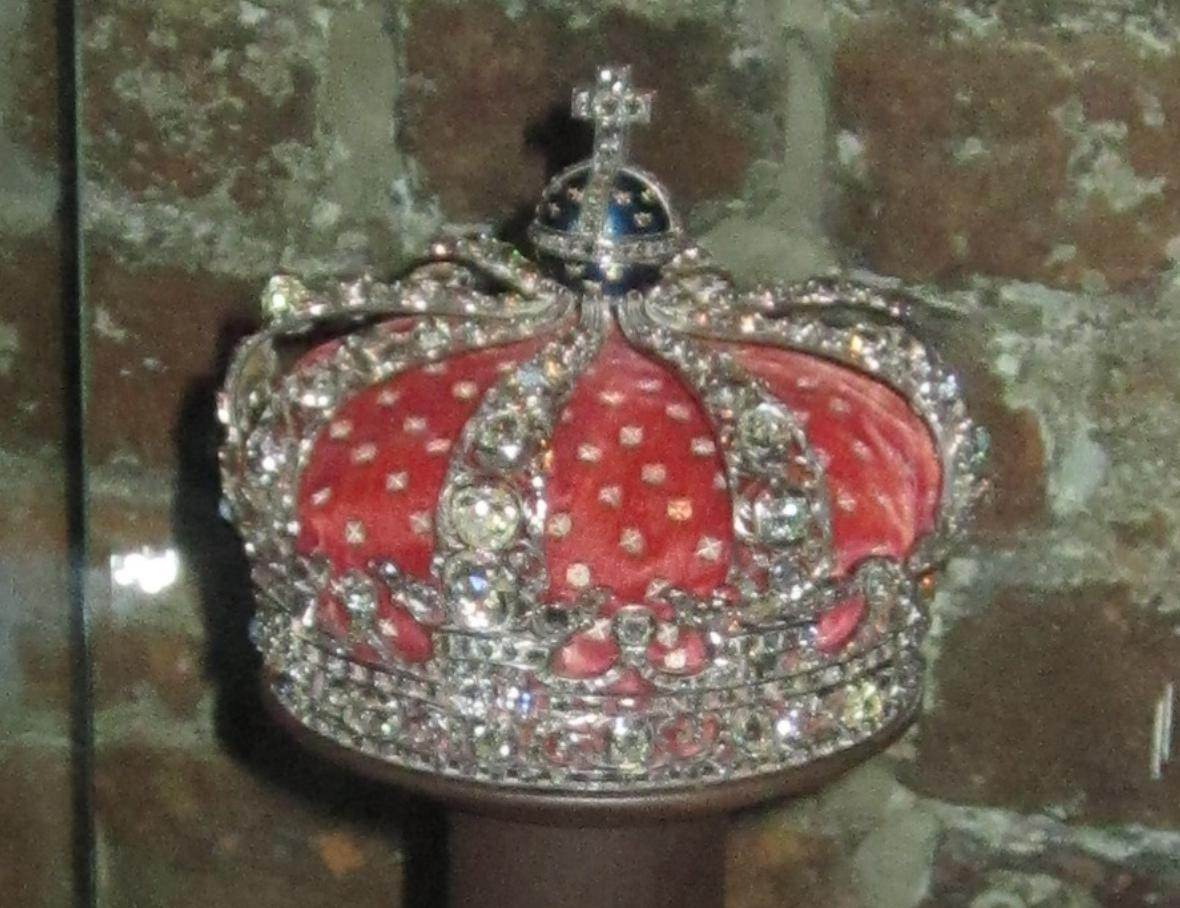
Drottning Lovisa Ulrikas krona

Lovisa Ulrikas krona, eller Drottningskronan, är en krona som använts av den svenska drottningen. Den är ritad av Jean Eric Rehn och tillverkades 1751 i Stockholm av Andreas Almgren inför drottning Lovisa Ulrikas och kung Adolf Fredriks kröning samma år. Kungen valde att kröna sig med Maria Eleonoras krona och en ny drottningkrona fick därför tillverkas. 
Lovisa Ulrikas krona är ungefär hälften så stor som de båda kungakronorna och fastsattes i drottningens håruppsättning eller i hennes huvudduk med hjälp av nålar. 

## Utförande

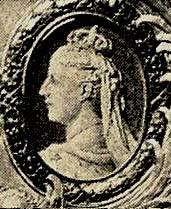
Drottningkronan har ytterst sällan burits på bild, som här av drottning Sofia.

Kronan är utformad efter den franska drottningkrona som 1725 tillverkats av hovjuveleraren Rondé inför bröllopet mellan Marie Leszczyńska och Ludvig XV. Den är ett bra exempel på svenskt konsthantverk från mitten av 1700-talet. Den har en stomme av silver och är invändigt förgylld. Hättan är rosafärgad och besatt paljetter.
Kronan är rikligt besatt av diamanter (ursprungligen med 695 diamanter och taffelstenar). Kronans största briljantslipade diamanter, 44 stycken, skänktes till Lovisa Ulrika för att bli delar av smycken under hennes bröllop med Adolf Fredrik, som vid detta tillfälle var kronprins av Sverige. Inför sin kröning skänkte hon dem till staten så att de kunde ingå i den nya drottningskronan.
Drottningskronans största sten är en stor fyrkantig diamant på den främsta bygelns nederkant. Denna diamant satt ursprungligen på Karl X Gustavs och Hedvig Eleonora av Holstein-Gottorps förlovningsring, som även använts av Karl XI och Ulrika Eleonora av Danmark samt drottning Ulrika Eleonora och hennes make Fredrik I.

## Historia
Redan tre månader efter kröningen lät drottningen byta ut de 44 stora diamanterna mot bergkristaller. De användes senare i ett försök att finansiera Hovpartiets statskuppsförsök 1756. Eftersom statens alla pengar disponerades av rikets ständer disponerade Lovisa Ulrika inte några egna pengar stora nog för en revolution. Hon spenderade stora delar av sina egna medel till mutor av riksdagsledamöter (som inte hade egna löner) för att öka sitt inflytande. 
Ädelstenarna smugglades ut ur landet och pantsattes hos en antikhandlare i Hamburg, där de återfanns och togs i beslag för att senare återinsättas. Antikhandlaren var ett hemligt ombud för den franska regeringen med uppgift att utbetala mutor till ledande svenska politiker. Antikvitetshandlaren förstod att juvelerna kom från det svenska hovet och informerade den franske ambassadören i Stockholm. Denne meddelade i sin tur den svenska regeringen som lyckades stoppa revolutionsförsöket innan den kommit igång. I samband med att revolutionsförsöket avslöjades undersöktes också riksregalierna. Kronan återställdes senare i ursprungligt skick vilket senast kan ha skett inför kronprins Gustav (IV) Adolfs dop år 1778, då diamanterna åter var på plats i kronan.

## Storleksuppgifter
- Höjd: 12,6 cm.
- Vikt: 527,5 g.[8][5]